# Danaus eresimus
Danaus eresimus is een vlinder uit de familie Nymphalidae, onderfamilie Danainae.
De naam Danaus eresimus is voor het eerst geldig gepubliceerd door Cramer in 1777.